# Новожилова Ірина Олександрівна
Ірина Олександрівна Новожилова (нар.7 січня 1986, Шостка, Сумська область) — українська легкоатлетка, що спеціалізується у метанні молота, учасниця Олімпійських ігор 2008, 2012, 2016 та 2020 років.
Починаючи з 2022, працює головним тренером з метань у складі національної збірної України з легкої атлетики. 

## Основні досягнення
| Рік  | Чемпіонат                                    | Місце проведення | Місце  | Результат |
| ---- | -------------------------------------------- | ---------------- | ------ | --------- |
| 2005 | Чемпіонат Європи серед юніорів               | Каунас           | 6      | 58.40 м   |
| 2007 | Кубок Європи з зимових метань                | Ялта             | 4      | 60.82 м   |
| 2007 | Чемпіонат Європи серед молоді                | Дебрецен         | 7      | 64.08 м   |
| 2008 | Кубок Європи з зимових метань                | Спліт            | 6      | 63.19 м   |
| 2008 | Кубок Європи з легкої атлетики               | Ансі             | 3      | 71.12 м   |
| 2008 | Олімпійські ігри                             | Пекін            | 19 (q) | 68.11 м   |
| 2009 | Чемпіонат світу                              | Берлін           | 32 (q) | 64.90 м   |
| 2012 | Олімпійські ігри                             | Лондон           | 33 (q) | 65.35 м   |
| 2012 | Кубок Європи з зимових метань                | Бар              | 12     | 63.80 м   |
| 2013 | Командний чемпіонат Європи з легкої атлетики | Ґейтсгед         | 5      | 67.10 м   |
| 2013 | Універсіада                                  | Казань           | 10     | 62.04 м   |
| 2014 | Чемпіонат Європи                             | Цюрих            | 17 (q) | 63.78 м   |
| 2015 | Чемпіонат світу                              | Пекін            | 27 (q) | 65.65 м   |
| 2015 | Кубок Європи з зимових метань                | Лейрія           | 13     | 64.89 м   |
| 2015 | Командний чемпіонат Європи з легкої атлетики | Чебоксари        | 7      | 69.25 м   |
| 2015 | Всесвітні ігри військовослужбовців           | Мунджьон         | 4      | 66.82 м   |
| 2016 | Чемпіонат Європи                             | Амстердам        | 8      | 70.18 м   |
| 2016 | Олімпійські ігри                             | Ріо-де-Жанейро   | 22 (q) | 66.70 м   |
| 2017 | Чемпіонат світу                              | Лондон           | 23 (q) | 66.02 м   |
| 2018 | Чемпіонат Європи                             | Берлін           | 23 (q) | 64.70 м   |
| 2019 | Чемпіонат світу                              | Доха             | 30 (q) | 65.31 м   |
| 2021 | Олімпійські ігри                             | Токіо            | 30 (q) | 59,85 м   |